# Angband
Angband ist ein Rogue-ähnliches Computer-Rollenspiel. Es unterliegt der „Angband License“ und ist – wie der Quellcode – frei erhältlich.

## Handlung
Das Spiel beginnt in einer Stadt, die die Basis des Spielers darstellt. Von dort aus erkundet er die „Pits of Angband“ (auf Deutsch etwa die Gruben von Angband), die mit zunehmend stärkeren Monstern sowie Schätzen angefüllt sind. In Kämpfen sammelt der Spieler Erfahrung und kann seine Spielfigur stufenweise verbessern. Ziel ist es, auf dem untersten (dem 100.) Level der Pits of Angband den Endgegner Morgoth zu stellen und zu besiegen.

## Spielprinzip und Technik
Die Spielwelt ist im Tolkienschen Universum angesiedelt – Angband ist der Name der Festung Morgoths. Die einzelnen Level der Spielwelt werden prozedural gestaltet. Die Rassen und Klassen des Spiels, sowohl die des Spielers als auch die der Monster, sind alle aus Tolkiens Universum übernommen oder zumindest von diesem inspiriert. Die Grafik von Angband wurde ursprünglich, wie in vielen Rogue-ähnlichen Spielen, mit Hilfe des ASCII-Zeichensatzes dargestellt. Mittlerweile existieren mehrere Grafiksätze für Angband, die auf etlichen Systemen verwendet werden können. Die meisten Spieler verwenden heute diese Grafik-Tiles. Gesteuert wird das Spiel über die Tastatur; abseits der Bewegung mittels der Cursortasten sind bestimmte Befehle wie „Gegenstand aufheben“ oder „Waffe führen“ bestimmten Tasten zugeordnet. In der Bereitstellung von Befehlen ist das Spiel dabei recht kleinteilig; insgesamt gab es in der Ende 2013 aktuellen Version 93 unterschiedliche Befehle. Die Spielregeln erinnern an Dungeons & Dragons. Trotz der einfachen Darstellung hat das Spiel eine sehr große Spieltiefe. Es gibt unzählige Gegenstände, Gegner und besondere unzerstörbare Artefakte aus Mittelerde, unter anderem den Einen Ring.
Ein bei Roguelikes übliches Feature, das auch bei Angband zum Tragen kommt, ist „Permadeath“: Stirbt die Spielfigur, ist das aktuelle Spiel für den Spieler beendet, wobei auch ein eventuell vorhandenes Savegame gelöscht wird. Eine interessante Besonderheit in einigen Varianten ist der Borg, ein automatischer Spieler, der sogar in der Lage ist, das Spiel selbstständig zu gewinnen.
Angband ist für viele Rechnersysteme verfügbar, unter anderem für MS-DOS, Unix/Linux (mit Varianten unter anderem für curses und X11), Mac OS und Amiga. Der modulare, kommentierte Quellcode erlaubt die einfache Anpassung an noch nicht unterstützte Systeme. In der Regel ist die innerhalb des Spiels benutzte Sprache Englisch.

## Entwicklungs- und Veröffentlichungsgeschichte
Angband basiert auf dem 1983 zuerst auf Unix-basierten Systemen veröffentlichten Spiel Moria bzw. dessen Derivat Umoria von 1987. Angband wurde 1990 von den Studenten Alex Cutler und Andy Anstrand von der University of Warwick entwickelt. Die Motivation des Duos erwuchs wie bei vielen Rogue-Varianten aus dem Wunsch, das Spiel zu verbessern. Cutler und Anstrand vergrößerten die Anzahl der Monster, Gegenstände und Levels – aus 50 Levels in Moria wurden 100 Level in Angband.
Nachdem Cutler und Anstrand ihr Studium beendet und die Universität verlassen hatten, wurde das Spiel von verschiedenen miteinander zunächst durch eine Newsgroup vernetzten Personen technisch und inhaltlich weiterentwickelt. Das Spiel wurde ursprünglich in VMS Pascal programmiert. Später wurde auf C gewechselt. Historisch bedingt stand das Spiel lange Zeit unter einer proprietären Lizenz, die nur unentgeltliche Vervielfältigung erlaubte, jedoch nicht vollständig GPL-kompatibel war. Somit war Angband bis Version 3.0.9 keine freie Software. Ab Version 3.1.0 beta steht das Spiel jedoch unter der GPLv2, nachdem alle Autoren ihren Quelltext freigegeben hatten.
Allgemein gelten die „-bands“ als eine der zwei Hauptentwicklungslinien der Rogue-ähnlichen Spiele. Die Schwerpunkte sind etwas anders gesetzt als bei den „-hack“-ähnlichen Spielen. Die offizielle Anleitung bezeichnet das Spiel als Dungeon-Simulation, es geht weniger um das Lösen von Rätseln als um taktisches Vorgehen. So ist es zum Beispiel sehr wichtig, den Spielercharakter mit den richtigen Resistenzen und magischen Hilfsmitteln auszustatten, oder auch im Ernstfall bei übermächtigen Gegnern rechtzeitig die Flucht zu ergreifen. Angband speichert alle Spieldaten in Textdateien ab, was das Modding des Spiels stark vereinfacht und zahlreiche Varianten des Spiels hervorgebracht hat.
Das im kommerziellen Bereich sehr erfolgreiche Diablo ist weitgehend eine Umsetzung des Spielprinzips von Angband. Im Gegensatz zu den Einzelzügen bei Angband finden die Aktionen bei Diablo jedoch nicht rundenbasiert statt. Das populäre Roguelike ADOM zieht seine Inspiration ebenfalls aus Angband.

## Rezeption
Die Website Game Developer zählt Angband neben ADOM, Dungeon Crawl und NetHack zu den vier bedeutendsten Roguelikes. GameSetWatch.com stellte 2008 heraus, dass Angband unter den Roguelikes durch seine aktive Entwicklercommunity heraussteche. Im Gegensatz zu NetHack und dessen Derivaten, die das Spielsystem von Rogue sklavisch weiterführten, setze Angband eher auf taktische Kämpfe. Durch den hohen Zufallsanteil bei der Verteilung von Monstern und Ausrüstung erschaffe das Spiel ein Gefühl ständiger Gefahr. Ein wesentliches Merkmal des Spiels sei zudem seine schiere Größe; während eine Runde NetHack in wenigen Tagen zu Ende spielbar sei, könne man in Angband Wochen dafür benötigen. Für die britische Website All About the Games wertete Redakteur Dale Morgan 2013, Angband sei so „sadistisch“, dass manche Spieler es auch nach 20 Jahren noch nicht besiegt hätten. Das Spiel sähe „lachhaft primitiv“ aus und die Spielmechaniken orientierten sich an Genrestandards. Nach ein paar Durchgängen, bei denen man die Mechaniken des Spiels lerne, wandele es sich aber in „eines der spannendsten, belohnendsten und befriedigendsten Spiele, das du jemals spielen wirst“.
Das CRPG Book Project beschreibt Angband als „(von) aberwitziger Komplexität und (voller) eigensinniger Mechaniken“. Im Vergleich zum Vorgänger Moria sei es „einfach das bessere Spiel“, das, während es immer noch herausfordernd sei, weniger erfahrene Spieler nicht gleich verschrecke.